# Nieuw Baarnstraat 35-37
Het pand Nieuw Baarnstraat 35-37 is een gemeentelijk monument in de Nieuw Baarnstraat in Baarn in de provincie Utrecht.
De asymmetrische gevel heeft twee winkelpuien, de ingang van de woning is aan de linker zijde. De eerste etage van het rechterdeel staat iets naar achteren waardoor er ruimte is voor een balkon. De wisseldorpels op de eerste verdieping en de balkondeuren zijn gemaakt in jugendstil. De gebogen vorm is ook te herkennen in de beide dakkapellen.